# 穆萨·叶尔尼亚佐夫
穆萨·塔热特季诺维奇·叶尔尼亚佐夫（1947年12月20日—2020年7月31日），卡拉卡尔帕克人，乌兹别克斯坦政治人物。乌兹别克斯坦最高议会参议院副主席兼卡拉卡爾帕克斯坦自治共和國议会主席（2002年起）。乌兹别克斯坦英雄（2019年）。

## 生平
1947年12月20日生于苏联乌兹别克苏维埃社会主义共和国卡拉卡爾帕克蘇維埃社會主義自治共和國肯盖依利区。
1971年毕业于塔什干农田灌溉与农业机械化学院电气工程专业。1975年至1983年，历任卡拉卡尔帕克苏维埃社会主义自治共和国部长会议高级助理、基础建设部门负责人等职。1983年至1989年，担任卡拉卡爾帕克蘇維埃社會主義自治共和國政府住房和公共服务部部长。1986年毕业于苏共塔什干高级党校。1989年至1990年，担任卡拉卡尔帕克苏维埃社会主义自治共和国部长会议常驻乌兹别克苏维埃社会主义共和国部长会议代表。1990年至1996年，担任卡拉卡尔帕克贸易公司董事长、卡拉卡尔帕克地区国家基地负责人。1998年至2000年，担任卡拉卡爾帕克斯坦共和國部长会议副主席、卡拉卡尔帕克斯坦共和国国有资产管理和企业支援国家委员会主席。2000年至2001年，担任奇姆拜区区长。2001年至2002年，担任卡拉卡爾帕克斯坦共和國部长会议副主席，主管产业发展、建筑业和通讯业。
2002年5月，当选卡拉卡爾帕克斯坦共和國议会主席。2002年8月29日，同时当选乌兹别克斯坦最高议会参议院副主席。2005年、2010年、2015年、2020年1月获得连任。
2020年7月18日，乌兹别克斯坦卫生部证实，叶尔尼亚佐夫确诊2019冠状病毒病。2020年7月31日，因并发症在努库斯逝世。8月1日，时任乌兹别克斯坦总统专程来到努库斯的墓园，为其献花哀悼。

## 荣誉
- “乌兹别克斯坦共和国功勋建设者”荣誉称号（2011年）
- “乌兹别克斯坦英雄”荣誉称号（2019年）[8]